# Pays-Bas aux Jeux mondiaux de 2009
Cet article contient des informations sur la participation et les résultats des Pays-Bas aux Jeux mondiaux de 2009 à Kaohsiung à Taïwan.

## Médailles

### Or
| Sport              | Discipline    | Sportifs  |
| Médailles d'or : 4 |               |           |
| Ju-jitsu           | −94 kg Hommes | Rob Haans |

### Argent
| Sport                  | Discipline        | Sportifs         |
| Médailles d'argent : 5 |                   |                  |
| Squash                 | Simple Dames      | Natalie Grinham  |
| Kayak-polo             | Kayak-polo Hommes | Equipe masculine |

### Bronze
| Sport                   | Discipline    | Sportifs    |
| Médailles de bronze : 2 |               |             |
| Ju-jitsu                | −62 kg Femmes | Irene Baars |